# Peter Smalze
Peter Abelis Smalze, född 1610 troligen i Örebro, var en svensk ämbetsman
Peter Smalze var son till kyrkoherden i Örebro Abel Petri Smaltzius. Fadern avled tidigt och modern gifte om sig med kyrkoherden i Stora Mellösa socken, Andreas Birgeri Cantherus. Han var elev vid Örebro gymnasium, och inskrevs 1624 vid Uppsala universitet. Han blev auskultant vid Svea hovrätt hösten 1629. Tack vare Axel Oxenstierna, som haft Peter Smalzes far som lärare, fick han från 1630 möjlighet att studerade vid universitetet i Königsberg. 1632 återvände han till Uppsala, och 1634 anställdes han som handsekreterare åt Axel Oxenstierna och som preceptor åt hans systersöner Axel och Gustaf Åkesson (Natt och Dag) under deras studieresa till Paris. Peter Smalze stannade i Paris till våren 1636 med uppdrag att för Axel Oxenstiernas räkning bilda sig en uppfattning om stämningen och fraktionerna vid hovet. Smalze mottogs som Oxenstiernas språkrör och gunstling, och blev ivrigt uppvaktad av alla vid hovet. Smalze hade räknat med en tjänst inom Kungliga kansliet eller utrikesadministrationen och ett adlande. Han kontaktade själv Oxenstierna i frågan. Axel Oxenstierna diskuterade frågan i brev med sin bror Gabriel Gustafsson Oxenstierna, och menade att Smalze borde meritera sig i utrikesförvaltningen först. Han önskade gärna adla Smalze, men drog sig då han var orolig att den stora sociala mobiliteten skulle hota ståndssamhällets stabilitet. 1638 erhöll han två diplomatiska uppdrag, till Hamburg och Paris, och lovade honom fullfölja hans önskan om uppdragen gick väl. Parisuppdraget slutade dock i katastrof. Smalze hamnade i gräl med det svenska sändebudet Hugo Grotius, som ansåg att Smalze överskattade sin position och misstänkte att han fört hemliga handlingar och även mutats av fransmännen. Då han återkom till Sverige i början av 1639 var hans förtroendekapital vid hovet förstört. Själv ansåg han sig ha intrigerats bort från sin position. Trots flera försök att förklara sig för Axel Oxenstierna fråntogs han alla sina befattningar. Han utestängdes från hovet och fick dra sig tillbaka till sina hemtrakter. Han försökte kontakta Oxenstierna, men denne vägrade ta emot honom. Smalze bad då om tillstånd att få lämna Sverige och söka sig utomlands. han fick dock inga svar på sina ansökningar och beslöt då att lämna Sverige utan tillstånd. Vid första försöket i juli 1639 arresterades han i Jönköping, men gången därpå hösten 1639 lyckades han komma utomlands med ett förfalskat pass. Han reste till Hamburg, där han åter arresterades av Johan Adler Salvius. Han lyckades dock fly, troligen med Salvius goda minne, och reste vidare till Amsterdam. 1640 beviljade riksrådet Smalze straffrihet om han återvände till Sverige. Hans försök att förklara sig och få en ny befattning misslyckades dock, och vintern 1640–1641 lämnade han Sverige på nytt. I Lübeck konverterade han till katolicismen och reste sedan via Polen till Wien. Som känd svensk konvertit var Smalze användbar i diplomatiska sammanhang, och han fick tjänst som krigssekreterare hos kejsaren. De svenska fredsförhandlarna vägrade dock att samarbeta med honom. 1646 förefaller Smalze ha gått i tjänst hos Melchior von Hatzfeldt. Hans vidare öden är dock okända, Hans sista brev från Paris 1648 är ett desperat försök att återigen be Oxenstierna om förlåtelse och få inresetillstånd.